# David Hofer (Filmeditor)
David Hofer (* 12. Oktober 1979 in Klagenfurt) ist ein österreichischer Filmeditor und Filmregisseur.

## Leben und Wirken
Neben seiner Tätigkeit als Editor ist Hofer auch als Regisseur tätig und hatte mehrere Schauspielrollen. 
Im Jahr 2008 brachte er gemeinsam mit Gerhard Fresacher und David Maier die Künstlergemeinschaft "Label-1" ins Leben.
Seit 2015 arbeitet er selbstständig und gründete 2019 zusammen mit Karim Koster und Katrin Pischounig die Filmproduktion "Lagoon Motion Pictures". Er lebt und arbeitet in Kärnten.

## Filmografie
- 2005: Das weiße Kleid (Kurzfilm – Regie, Kamera und Schnitt)
- 2006: Red Santa Down (Schnitt)
- 2008: Yellow Cape Town (Schnitt)
- 2008: Hammer (Kurzfilm – Regie, Kamera und Schnitt)
- 2012: Let me try again (Kamera und Schnitt)
- 2013: Planet USA (Schnitt)
- 2013: Exit Koma (Kurzfilm – Regie, Kamera und Schnitt)
- 2014: Für Oswald (Kamera und Schnitt)
- 2014: Streif – One Hell of a Ride (Schnitt)
- 2015: Valossn (Regie, Kamera und Schnitt)
- 2016: Kärnten – Ein Jahrhundert unterm Mittagskogel (ORF Universum History) (Schnitt)
- 2018: Traman (Regie und Schnitt)
- 2018: Manaslu – Berg der Seelen (Schnitt)
- 2023: Operation White Christmas (Schnitt)
- 2023: Bjørn Dunkerbeck – born to windsurf (Schnitt)

## Theater
- 2008: Camille Claudel im Vorarlberger Landestheater Bregenz
- 2009: Ich trage einen Schlachthof in mir, auf den die Poesie wird antworten müssen – im KE, Klagenfurt
- 2010: Glashaus Menschenleer in der Garage X, Wien
- 2010: Diffusgänger im klagenfurterensemble, Klagenfurt
- 2010: Das Interview im Vorarlberger Landestheater Bregenz
- 2011: Kirschgarden in der Garage X, Wien
- 2012: Ronja Räubertochter im Stadttheater Klagenfurt
- 2013: Corpus Delicti im Theater Drachengasse, Wien
- 2013: Wetterleuchten auf der Zungenspitze, Garage X, Wien

## Auszeichnungen
- Gewinner des Georg Timber Trattnig Memorial Awards 2016 für Valossn
- Best feature - Austrian Indie Adler Awards 2019 für Traman
- Kärntner Kulturpreis 2019 für Elektronische Medien, Fotografie und Film
- Cannes Corporate Media & TV Awards 2020 für Alles kann, nichts muss (Kategorie Tourismusfilm)
- WHITE ACCACIA for the best editing (Klagenfurt - everything is possible but nothing necessary) Silafest Film Festival 2021